# 1977年ジミー・カーター大統領就任式
第39代アメリカ合衆国大統領のジミー・カーターの就任式は、1977年1月20日木曜日にワシントンD.C.のアメリカ合衆国議会議事堂のイーストポルティコで行われた。これは48回目となる大統領就任式であり、大統領のジミー・カーターと副大統領のウォルター・モンデールの唯一の任期の始まりであった。カーターの大統領就任宣誓は最高裁判所長官のウォーレン・E・バーガー、モンデールの副大統領就任宣誓は下院議長のティップ・オニールが執り行った。2025年5月30日時点で議事堂のイーストポルティコで行われた最後の就任式であり、また最高裁判所長官が聴衆から見て演壇の左側に立って大統領就任宣誓を執り行うのも今回が最後である。この日から40年後にカーターはドナルド・トランプの就任式に出席したが、彼は就任から40周年を存命で迎えることが出来た初の大統領となった。

## 就任式
カーターはミカ書6章8節を開いた家庭用聖書とジョージ・ワシントンが1789年の就任式で使用した聖書と同じものを持って宣誓した。ワシントンの聖書はこの当時はセント・ジョンズ・メイソン・ロッジNo.1が所有していた。天候は寒かったが晴れており、正午の気温は華氏約28度であった。
カーターの就任演説は1,228語に及んだ。その中でカーターは「新しい精神」をもたらすと述べ、アメリカ人に「失敗や凡庸な見通しを拒絶」するように呼びかけた。また彼は将来に「世界の国々が戦争兵器によるものではなく、我々の最も尊い価値観を反映した国際的政策によって恒久的平和を築かれたと言うようになる」という願いを述べた。
宣誓後にカーターは大統領としては史上初めて式典パレードで議事堂からホワイトハウスまで歩いた。またカーターは アメリカ合衆国議会就任式典合同委員会が主催する伝統的な就任昼食会の中止を要請した。イベントの報道はCBSが担当し、式典は全米にテレビ放送された。
今回はワシントンメトロ開通後初めて行われた大統領就任式であり、就任委員会により終日無料にされたこともあってこの日の乗降客数は6万8023人に及んだ。この記録は翌年7月にメトロが拡張されるまで破られなかった。

## 音楽
カーターの就任式では以下の曲が演奏・歌唱された:
- ウィリー・ネルソンの「Crazy」（歌: リンダ・ロンシュタット）
- アーヴィング・バーリンの「ゴッド・ブレス・アメリカ」（歌: アレサ・フランクリン）
- レナード・バーンスタインとアラン・ジェイ・ラーナーのミュージカル『ペンシルヴァニア・アヴェニュー1600番地（英語版）』の「ホワイト・ハウスに気をつけて」（歌: フレデリカ・フォン・シュターデ、ワシントン・ナショナル交響楽団）
- ジョージ・ガーシュウィンの『ポーギーとベス』の「ベス、お前は俺のもの」（歌: ドニー・レイ・アルバート（英語版）とクランマ・デイル（英語版））[5]
- 「アメリカ・ザ・ビューティフル」（歌: アメリカ海兵隊軍楽隊）
- 「リパブリック讃歌」（歌: クラーク・アトランタ大学（英語版）、モアハウス大学、モリス・ブラウン大学（英語版）、スペルマン大学（英語版）、インターデノーミネーショナル・ティオロジカル・センター（英語版）、アメリカ海兵隊軍楽隊）[1]